# Esgueira
Esgueira est une paroisse civile portugaise (en portugais : freguesia) de la municipalité d'Aveiro et du district du même nom. Elle est connue pour son couvent de bénédictins qui est le plus ancien du Portugal.

## Géographie
Esgueira est située à 7 km au nord-est du centre d'Aveiro. Elle est bordée, au nord-ouest, par la Ria d'Aveiro.

## Démographie
Lors du recensement de 2021, Esgueira compte 13 505 habitants. Elle constitue ainsi la 2e paroisse la plus peuplée de la municipalité d'Aveiro, derrière Glória e Vera Cruz (21 227 habitants).